# Поздновка
Поздновка (рос. Поздновка) — присілок в Сухиницькому районі Калузької області Російської Федерації.
Населення становить 7 осіб. Входить до складу муніципального утворення Присілок Соболевка.

## Історія
Від 2004 року входить до складу муніципального утворення Присілок Соболевка

## Населення
| 2002 | 2010 |
| ---- | ---- |
| 12   | ↘7   |